# Ritupe
La Ritupe (en latgalien: Iudrupe) est une rivière dans la région de Latgale en Lettonie. Elle a une longueur de 176 km dont 56 km sur le territoire de la Lettonie. Elle prend sa source dans le lac Meirānu ezers dans le Rēzeknes novads et se jette dans la Velikaïa dans l'oblast de Pskov en Russie.